# Mastomys shortridgei
Mastomys shortridgei  (St.Leger, 1933) è un roditore della famiglia dei Muridi diffuso nell'Africa sud-occidentale.

## Descrizione

### Dimensioni
Roditore di piccole dimensioni, con la lunghezza totale tra 103 e 137 mm, la lunghezza della coda tra 86 e 118 mm, la lunghezza del piede tra 23 e 27 mm, la lunghezza delle orecchie tra 17 e 20 mm e un peso fino a 74 g.

### Aspetto
Le parti superiori variano dal grigio scuro al nerastro, con la punta dei peli solitamente giallo-brunastra, mentre le parti inferiori sono bianche, con la base dei peli grigia. Lungo i fianchi la punta chiara dei singoli peli è più estesa. Il dorso delle zampe è bianco. La coda è più corta della testa e del corpo ed è interamente scura. Le femmine hanno 5 paia di mammelle. Il cariotipo è 2n=36 FN=50.

## Biologia

### Comportamento
È una specie terricola e notturna.

### Alimentazione
Si nutre di semi di grano.

### Riproduzione
Alcune femmine catturate tra aprile e maggio non apparivano gravide, mentre un piccolo è stato catturato in febbraio.

## Distribuzione e habitat
Questa specie è diffusa nell'Angola sud-orientale, Namibia nord-orientale e Botswana nord-occidentale.
Vive nei canneti, paludi e acquitrini fino a 400 metri di altitudine.

## Conservazione
La IUCN Red List, considerata la popolazione numerosa all'interno del suo areale relativamente ristretto, classifica M. shortridgei come specie a rischio minimo (Least Concern).